# Project Management Body of Knowledge
O guia Project Management Body of Knowledge (PMBOK), Conjunto de Conhecimentos sobre a Gestão de Projetos, em português, é um conjunto de práticas na gestão de projetos organizado pelo instituto PMI e é considerado a base do conhecimento sobre gestão de projetos por profissionais da área.

## Histórico
Em 1983, na tentativa de documentar e padronizar as práticas que são normalmente aceitas na gerência de projetos, foi publicado o artigo "Ethics, Standards, and Accreditation Committee Final Report". A primeira edição do "A Guide to the Project Management Body of Knowledge (PMBOK Guide)" foi publicada em 1996 pelo Project Management Institute (PMI).
A segunda edição, publicada em 2000.
Em 2004, o Guia PMBOK  — Terceira Edição — foi publicado com maiores mudanças, considerando as edições anteriores.
A quarta edição, lançada em 2008, é normatizada pelas normas ANSI/PMI 99-001-2008 e  IEEE 1490-2011.
Em 2013 a quinta edição foi publicada em Inglês, com traduções estão disponíveis em Árabe, Chinês, Francês, Alemão, Italiano, Japonês, Coreano, Português, Russo e Espanhol.
Sua versão mais recente é a sétima edição, publicada em 2021.

## Definição
O Guia PMBOK identifica um subconjunto de conhecimentos em gerenciamento de projetos que é amplamente reconhecido como boa prática, sendo, em razão disso, utilizado como base pelo Project Management Institute (PMI). Uma boa prática não significa que o conhecimento e as práticas devem ser aplicadas uniformemente a todos os projetos, sem considerar se são ou não apropriados.
O Guia PMBOK também fornece e promove um vocabulário comum para se discutir, escrever e aplicar o gerenciamento de projetos possibilitando o intercâmbio eficiente de informações entre os profissionais de gerência de projetos.
O guia é baseado em processos e subprocessos para descrever de forma organizada o trabalho a ser realizado durante o projeto. Essa abordagem se assemelha à empregada por outras normas como a ISO 9000, o Software Engineering Institute (SEI) e o Capability Maturity Model Integration (CMMI).
Os processos descritos se relacionam e interagem durante a condução do trabalho. A descrição de cada um deles é feita em termos de:
- Entradas (documentos, produtos etc.)
- Ferramentas e técnicas (que se aplicam às entradas);
- Saídas (documentos, produtos etc.)

## Ciclo de Vida e da Organização de um projeto
O Guia PMBOK em sua 5° Edição provê diretrizes para gerência dos projetos individualmente e define conceitos associados à gerência de projetos. Também são descritos o ciclo de vida do gerenciamento do projeto e seus processos relacionados, assim como o ciclo de vida do projeto.
O Guia PMBOK reconhece 47 processos que recaem em 5 grupos de processos e 10 áreas de conhecimento que são típicas em quase todas áreas de projetos.
- Descrição dos grupos de processos de gerenciamento de projetos:

1. Iniciação
2. Planejamento
3. Execução
4. Monitoramento e controle
5. Encerramento

### Conjunto de conhecimentos de acordo com o Guia PMBOK 4ª, 5ª e 6ª edição e ISO21500
O Guia PMBOK cita os seguintes conjuntos de conhecimentos:
|           | Guia PMBOK 4ª Edição (2008) | ISO21500 (2013)          | Guia PMBOK 5ª Edição (2013) | Guia PMBOK 6ª Edição (2017) |
| Estágios  | 5 grupos de processos       | 5 grupos de processos    | 5 grupos de processos       | 5 grupos de processos       |
| Tópicos   | 9 áreas de conhecimento     | 10 áreas de conhecimento | 10 áreas de conhecimento    | 10 áreas de conhecimento    |
| Processos | 42 processos                | 39 processos             | 47 processos                | 49 processos                |

## Áreas de conhecimento do Guia PMBOK 4ª e 5ª edições
O conhecimento de gerenciamento de projetos, descrito no Guia PMBOK consiste nas seguintes áreas de conhecimento:
- Descrição das dez áreas de conhecimento:

1. Gerenciamento/Gestão de integração do projeto
2. Gerenciamento/Gestão do escopo do projeto
3. Gerenciamento/Gestão de tempo do projeto
4. Gerenciamento/Gestão de custos do projeto
5. Gerenciamento/Gestão da qualidade do projeto
6. Gerenciamento/Gestão de recursos humanos do projeto
7. Gerenciamento/Gestão das comunicações do projeto
8. Gerenciamento/Gestão de riscos do projeto
9. Gerenciamento/Gestão de aquisições do projeto
10. Gestão de envolvidos do projeto ou Gerenciamento das Partes Interessadas do Projeto (adicionada na 5a Edição)

### Conjunto de conhecimentos de acordo com o Guia PMBOK 4ª, 5ª, 6ª edições e ISO21500
|                       | Guia PMBOK 4° Edição (2007)                                                                               | ISO21500 (2013) | Guia PMBOK 5° Edição (2013) | Guia PMBOK 6ª Edição (2017) |
| Grupos de Processos   | 1.Iniciação 2.Planejamento 3.Execução 4.Monitoramento e Controle 5.Encerramento                           | 1.Iniciação 2.Planejamento 3.Implementação 4.Controle 5.Fechamento                                                       | 1.Iniciação 2.Planejamento 3.Execução 4.Monitoramento e Controle 5.Encerramento                                                  | 1. Iniciação 2. Planejamento 3. Execução 4. Monitoramento e Controle 5. Encerramento                                                    |
| Áreas de Conhecimento | 1.Integração 2.Escopo 3.Tempo 4.Custo 5.Qualidade 6.Recursos Humanos 7.Comunicações 8.Riscos 9.Aquisições | 1.Integração 2.Escopo 3.Tempo 4.Custo 5.Qualidade 6.Recursos 7.Comunicações 8.Riscos 9.Aquisições 10.Partes Interessadas | 1.Integração 2.Escopo 3.Tempo 4.Custo 5.Qualidade 6.Recursos Humanos 7.Comunicações 8.Riscos 9.Aquisições 10.Partes Interessadas | 1. Integração 2. Escopo 3. Cronograma 4. Custo 5. Qualidade 6. Recursos 7. Comunicações 8. Riscos 9. Aquisições 10. Partes interessadas |

### Extensões do PMBOK
O PMBOK atualmente define extensões ao Guia PMBOK. São elas:
- Extensão para Construção - Construction Extension to the PMBOK Guide — 3a Edição (em inglês)
- Extensão para Governo    - Government Extension to the PMBOK Guide   — 3a Edição (em inglês)

O PMBOK também define padrões específicos ao Guia PMBOK. São eles:
- Padrão para Gerenciamento de Programa    - The Standard for Program Management — 2a Edição  (em inglês)
- Padrão para Gerenciamento de Portifólio  - The Standard for Portfolio Management — 3a Edição (em inglês)
- Modelo de Maturidade para Gerenciamento de Projetos Organizacionais - Organizational Project Management Maturity Model (OPM3®) — 2a * Edição (em inglês)

## Processos do Guia PMBOK 4° edição
| Áreas de Conhecimento | Iniciação                                     | Planejamento | Execução                                                                                             | Monitoramento e controle                                                                    | Encerramento                   |
| --------------------- | --------------------------------------------- | --- | --- | ------------------------------------------------------------------------------------------- | ------------------------------ |
| Integração            | 1. Desenvolver o termo de abertura do projeto | 2. Desenvolver o plano de gerenciamento do projeto | 3. Orientar e gerenciar a execução do projeto                                                        | 4. Monitorar e controlar o trabalho do projeto 5. Realizar o controle integrado de mudanças | 6. Encerrar o projeto ou fase1 |
| Escopo                |                                               | 1. Coletar os requisitos 2. Definir o escopo 3. Criar a EAP | | 4. Verificar o escopo 5. Controlar o escopo                                                 |                                |
| Tempo]]               |                                               | 1. Definir as atividades 2. Sequenciar as atividades 3. Estimar os recursos das atividades 4. Estimar as durações das atividades 5. Desenvolver o cronograma                                   | | 6. Controlar o cronograma                                                                   |                                |
| Custos                |                                               | 1. Estimar os custos 2. Determinar o orçamento | | 3. Controlar os custos                                                                      |                                |
| Qualidade             |                                               | 1. Planejar a qualidade | 2. Realizar a garantia de qualidade                                                                  | 3. Realizar o controle da qualidade                                                         |                                |
| Recursos Humanos      |                                               | 1. Desenvolver o plano de recursos humanos | 2. Mobilizar a equipe do projeto 3. Desenvolver a equipe de projeto 4. Gerenciar a equipe do projeto |                                                                                             |                                |
| Comunicação           | 1. Identificar as partes interessadas         | 2. Planejar as comunicações | 3. Distribuir as informações 4. Gerenciar as expectativas das partes interessadas                    | 5. Reportar o desempenho                                                                    |                                |
| Riscos                |                                               | 1. Planejar o gerenciamento dos riscos 2. Identificar os riscos 3. Realizar a análise qualitativa dos riscos 4. Realizar a análise quantitativa dos riscos 5. Planejar as respostas aos riscos | | 6. Monitorar e controlar os riscos                                                          |                                |
| Aquisição             |                                               | 1. Planejar as aquisições | 2. Conduzir as aquisições                                                                            | 3. Administrar as aquisições                                                                | 4. Encerrar as aquisições      |

## PMBOK 5ª edição
Um escritório de gerenciamento de projetos pode ter autoridade para atuar como uma parte interessada integral e também ter poder de decisão em projetos. Um projeto consiste em um trabalho temporário para criar um produto, serviço ou resultado exclusivo.

### Estruturas organizacionais
Relação entre as áreas de conhecimento, os grupos de processos de gerenciamento e os 47 processos de gerenciamento de projetos.
| Áreas de Conhecimento | Iniciação                                      | Planejamento | Execução                                                                                                | Monitoramento e controle                                                                      | Encerramento                   |
| --------------------- | ---------------------------------------------- | --- | --- | --------------------------------------------------------------------------------------------- | ------------------------------ |
| Integração            | .1. Desenvolver o termo de abertura do projeto | .2. Desenvolver o plano de gerenciamento do projeto | .3. Orientar e gerenciar o trabalho do projeto                                                          | .4. Monitorar e controlar o trabalho do projeto .5. Realizar o controle integrado de mudanças | .6. Encerrar o projeto ou fase |
| Escopo                |                                                | .1. Planejar o Gerenciamento do Escopo .2. Coletar os requisitos .3. Definir o escopo .4. Criar a EAP | | .5. Validar o escopo .6. Controlar o escopo                                                   |                                |
| Tempo                 |                                                | .1. Planejar o gerenciamento do Cronograma .2. Definir as atividades .3. Sequenciar atividades .4. Estimar os recursos das atividades .5. Estimar as durações das atividades .6. Desenvolver o cronograma | | .7. Controlar o cronograma                                                                    |                                |
| Custos                |                                                | .1. Planejar o gerenciamento dos Custos .2. Estimar custos .3. Determinar o orçamento | | .4. Controlar os custos                                                                       |                                |
| Qualidade             |                                                | .1. Planejar o gerenciamento da qualidade | .2. Realizar a garantia de qualidade                                                                    | .3. Controlar a qualidade                                                                     |                                |
| Recursos Humanos      |                                                | .1. Planejar o gerenciamento dos recursos humanos | .2. Mobilizar a equipe do projeto .3. Desenvolver a equipe do projeto .4. Gerenciar a equipe do projeto |                                                                                               |                                |
| Comunicações          |                                                | .1 Planejar o gerenciamento das comunicações | .2. Gerenciar as comunicações                                                                           | .3. Controlar as comunicações                                                                 |                                |
| Riscos                |                                                | .1. Planejar o gerenciamento dos riscos .2. Identificar os riscos .3. Realizar a análise qualitativa dos riscos .4. Realizar a análise quantitativa dos riscos .5. Planejar as respostas aos riscos       | | .6. Controlar os riscos                                                                       |                                |
| Aquisição             |                                                | .1. Planejar o gerenciamento das aquisições | .2. Conduzir as aquisições                                                                              | .3. Controlar as aquisições                                                                   | .4. Encerrar as aquisições     |
| Partes Interessadas   | .1. Identificar partes interessadas            | .2. Planejar o gerenciamento das partes interessadas | .3. Gerenciar o envolvimento das partes interessadas                                                    | .4. Controlar o envolvimento das partes interessadas                                          |                                |

### Gerenciamento da integração do projeto
Possui processos que tratam do termo de abertura, do planejamento, do monitoramento do trabalho, do controle integrado de mudanças e do encerramento do projeto. Produz os seguintes documentos: Termo de Abertura, Dados de Desempenho do Trabalho, Solicitações de Mudança, Relatórios de Desempenho do Trabalho e Registro das Mudanças.

#### Desenvolver o termo de abertura do projeto
A criação do termo de abertura do projeto é o objetivo principal do processo de iniciação.

#### Desenvolver o plano de gerenciamento do projeto
Desenvolver o plano de gerenciamento do projeto envolve definir, preparar, integrar e coordenar todos os planos auxiliares em um plano de gerenciamento de projetos. O objetivo dos planos auxiliares é responder a pergunta "como será gerenciado?". Pode ser composto por um ou mais planos auxiliares e componentes, a saber:
Planos auxiliares:
- Plano de gerenciamento do escopo do projeto;
- Plano de gerenciamento do cronograma;
- Plano de gerenciamento de custos;
- Plano de gerenciamento da qualidade;
- Plano de melhorias no processo (que pode estar incluído no Plano de gerenciamento da qualidade);
- Plano de gerenciamento de pessoal (ou de RH);
- Plano de gerenciamento das comunicações;
- Plano de gerenciamento  de riscos;
- Plano de gerenciamento de aquisições;
- Plano de gerenciamento das partes interessadas;
- Plano de gerenciamento da integração.

Linhas de Base:
- Linha de base do cronograma;
- Linha de base dos custos;
- Linha de base do escopo.

### Planejar o gerenciamento do escopo
O gerenciamento do escopo possui os processos que tratam de:
- Planejar o gerenciamento do projeto;
- Coletar os requisitos;
- Definir o escopo;
- Criar a Estrutura Analítica do Projeto (EAP);
- Validar o escopo;
- Controlar o escopo.

#### Coletar os requisitos
O processo de coletar os requisitos consiste em definir e documentar as necessidades das partes interessadas para alcançar os objetivos do projeto.

#### Definir o escopo
O processo de definir escopo consiste em documentar as metas do projeto, os resultados práticos e os requisitos, para que sejam usados como uma linha de base para futuras decisões. O escopo de projeto bem realizado permite um entendimento comum entre os stakeholders e os membros da equipe do projeto em relação aos requisitos e resultados práticos do mesmo.
O escopo do projeto funciona como base para futuras referências, para que, se surgirem dúvidas ou sugerirem alterações, possibilite comparar ao que foi documentado no escopo.

### Gerenciamento do tempo do projeto
Possui processos que tratam de planejar o gerenciamento do cronograma, definir as atividades, sequenciar as atividades, estimar os recursos das atividades, estimar a duração das atividades, desenvolver o cronograma e controlar o cronograma. Produz os seguintes documentos: Lista de atividades, atributos da atividade, lista dos marcos, diagramas de rede do cronograma do projeto, requisitos dos recursos das atividades, estrutura analítica dos recursos, estimativa da duração das atividades, cronograma do projeto, dados do cronograma, calendário do projeto e previsão de cronograma.

#### Planejar o gerenciamento do cronograma
O processo de planejar o gerenciamento do cronograma é responsável por planejar a construção do cronograma do projeto, estabelecendo políticas e procedimentos.
Para a execução deste processo, a utilização de técnicas analíticas envolve a escolha estratégica de metodologia, ferramentas para cronograma, aproximações usadas em estimativas, formatos e software.
Na saída, o Plano de gerenciamento do cronograma estabelece critérios e atividades para desenvolver, monitorar e controlar o cronograma. Pode estabelecer:
- Desenvolvimento do modelo de cronograma do projeto;
- Nível de exatidão;
- Unidades de medida;
- Ligações com outros procedimentos organizacionais;
- Manutenção do modelo de cronograma do projeto;
- Gatilhos de controle;
- Regras de medição de performance;
- Formato de relatórios;
- Descrição de processos.

#### Definir as atividades
O processo de definir as atividades é encarregado por começar o processo de construção do cronograma do projeto, tendo como principal entrada a EAP/WBS. Ele documenta e identifica o trabalho planejado para ser realizado.

#### Sequenciar as atividades
O processo de sequenciar as atividades envolve a identificação e documentação dos relacionamentos lógicos entre as atividades. As atividades do cronograma serão classificadas logicamente em função da precedência lógica descrita nos Atributos das atividades utilizando ferramentas apropriadas que permitirão a visualização ordenada da execução das atividades na fase de execução do projeto, determinação do caminho crítico, atrasos e adiantamentos e distribuição de recursos, entre outros.
Entre as ferramentas e técnicas, o Método do diagrama de precedência (MDP) é utilizado pela maioria dos softwares de gerenciamento de projetos. Os diagramas de prioridades utilizam setas para ligar as atividades, representando as dependências entre elas.

### Gerenciamento dos custos do projeto
Possui processos que tratam de planejar o gerenciamento dos custos, estimar os custos, determinar o orçamento e controlar os custos. Produz os seguintes documentos: Estimativas dos custos das atividades, bases das estimativas, requisitos de recursos financeiros do projeto e previsão de custos.

### Gerenciamento da qualidade do projeto
Possui processos que tratam de planejar o gerenciamento da qualidade, realizar a garantia da qualidade e controlar a qualidade. Produz os seguintes documentos: Métricas da qualidade, listas de verificação da qualidade e medições do controle da qualidade.

### Gerenciamento dos recursos humanos do projeto
Possui processos que tratam de planejar o gerenciamento dos recursos humanos, mobilizar a equipe do projeto, desenvolver a equipe do projeto e gerenciar a equipe do projeto. Produz o seguinte documento: Designações do pessoal do projeto.

### Gerenciamento das comunicações do projeto
Possui processos que tratam de planejar o gerenciamento das comunicações, gerenciar as comunicações e controlar as comunicações.

### Gerenciamento dos riscos do projeto
Possui processos que tratam de planejar o gerenciamento dos riscos, identificar os riscos, realizar a análise qualitativa dos riscos, realizar a análise quantitativa dos riscos, planejar as respostas aos riscos e controlar os riscos. Produz o seguinte documento: Registro dos riscos.

#### Realizar a análise qualitativa dos riscos
O processo de análise qualitativa dos riscos avalia a prioridade dos riscos identificados.

#### Planejar as resposta aos riscos
Um plano de contingência descreve o que deve ser feito caso um determinado evento ocorra.

### Gerenciamento das aquisições do projeto
Possui processos que tratam de planejar o gerenciamento das aquisições, conduzir as aquisições, controlar as aquisições e encerrar as aquisições. Produz os seguintes documentos: Especificação do trabalho das aquisições, documentos de aquisição, critérios para seleção de fontes e propostas de fornecedores e acordos.

### Gerenciamento das partes interessadas do projeto
Possui processos que tratam de identificar as partes interessadas, planejar os gerenciamento das partes interessadas, gerenciar o engajamento das partes interessadas e controlar o engajamento das partes interessadas. Produz os seguintes documentos: Registro das partes interessadas e registro das questões.
As partes interessadas devem ser envolvidas no decorrer de todo o ciclo de vida do projeto, sendo suas expectativas e necessidades levadas em consideração.

## Ligações Externas
- Entendendo o guia PMBOK 5º Edição
- Unichrone - Project Management Body of Knowledge (PMBOK) Guide 7th Edition